# Chmielewo (gromada w powiecie piskim)
Chmielewo – dawna gromada, czyli najmniejsza jednostka podziału terytorialnego Polskiej Rzeczypospolitej Ludowej w latach 1954–1972.
Gromady, z gromadzkimi radami narodowymi (GRN) jako organami władzy najniższego stopnia na wsi, funkcjonowały od reformy reorganizującej administrację wiejską przeprowadzonej jesienią 1954 do momentu ich zniesienia z dniem 1 stycznia 1973, tym samym wypierając organizację gminną w latach 1954–1972.
Gromadę Chmielewo z siedzibą GRN w Chmielewie utworzono – jako jedną z 8759 gromad na obszarze Polski – w powiecie piskim w woj. olsztyńskim na mocy uchwały nr 24 WRN w Olsztynie z dnia 4 października 1954. W skład jednostki weszły obszary dotychczasowych gromad Chmielewo, Okartowo, Tuchlin i Dziubiele (z wyłączeniem obszaru jeziora Tuchlin) ze zniesionej gminy Drozdowo w tymże powiecie. Dla gromady ustalono 10 członków gromadzkiej rady narodowej.
Gromadę zniesiono 31 grudnia 1961, a jej obszar włączono do gromad Orzysz (wieś Okartowo i PGR Wężewo) i Dąbrówka (wsie Dziubiele i Tuchlin, osady Dąbrowo, Zdęgowo i Zdęgówko oraz PGR-y Dziubiele Małe i Suchy Róg) w tymże powiecie.